# Spoed
Spoed (dt.: dringend) ist eine belgische Krankenhausserie des flämischen Privatsenders VTM, die später auch im niederländischen Sender TROS und Nederland 2 ausgestrahlt wurde. Die Serie wurde im Jahr 2015 im Rahmen der Reihe Flämische Klassiker (Vlaamse Klassiekers) komplett auf DVD veröffentlicht. Des Weiteren erfolgten in den 2010er-Jahren vier Buchveröffentlichungen, welche die Handlung der Serie fortsetzten.

## Handlung
Im Mittelpunkt der Serie steht das Berufs- und Privatleben der Ärzte, Krankenschwestern, Sanitäter, Patienten und Büroangestellten einer Notaufnahme eines Krankenhauses in Antwerpen.
In den ersten Staffeln lag der inhaltliche Schwerpunkt auf Notfällen und den damit verbundenen Interaktionen der Angehörigen mit dem Personal in der Notaufnahme. Die Ärzte und das Pflegepersonal sehen sich häufig mit aufsehenerregenden medizinischen Fällen konfrontiert.
Später, vor allem in den letzten Staffeln, konzentrierte sich die Serie mehr und mehr auf das Privatleben der Protagonisten. Außerdem gab es, vor allem ab der sechsten Staffel, immer mehr Konflikte innerhalb des Teams. Im Laufe der 217 Episoden kam es zu zahlreichen Fluktuationen in der Belegschaft der Klinik.

## Ausstrahlung
Ursprünglich war Spoed beim flämischen Privatsender VTM im Programm, später auch bei den niederländischen Sendern TROS und NED2. Bei letzterem war die Serie beliebt und erreichte im Jahr 2004 einen Marktanteil von 21,6 % und im Jahr davor sogar 22,5 %.
Die Beliebtheit ging allerdings zurück. Aufgrund sinkender Einschaltquoten und dem Mangel an Sendeplätzen beim belgischen Sender VTM wurde die Serie schließlich nach der 11. Staffel im Jahr 2008 eingestellt.
Die Sendung wurde nie im deutschsprachigen Fernsehen ausgestrahlt.

## Rezension
Einige belgische Rettungssanitäter kritisierten das Reißerische der Serie sowie die dargestellten Notfälle als zu unrealistisch: Krankenwagenpersonal greifen nicht in Schusswechsel ein, auch werden keine Menschen aus brennenden Häusern gezogen, so die Kritik. Ein Notarzt bemängelte, dass die, einer breiten Öffentlichkeit bekannten, Serie mit ihren oftmals unrealistischen Fällen eine Erwartungshaltung bei der Bevölkerung erzeugen könnte, der man im realen Krankenhausalltag nicht gerecht werden kann.

## Staffeln
| Staffel | Episodenanzahl | Ausstrahlung                        | Regie |
| ------- | -------------- | ----------------------------------- | --- |
| 1       | 18             | 24. Januar – 22. Mai 2000           | Hugo Van Den Berghe, Jean-Paul Van Steertegem                                                                     |
| 2       | 16             | 28. August – 11. Dezember 2000      | Hugo Van Den Berghe, Jean-Paul Van Steertegem                                                                     |
| 3       | 13             | 9. April – 2. Juli 2001             | Hugo Van Den Berghe, Jean-Paul Van Steertegem                                                                     |
| 4       | 40             | 3. September 2001 - 24. Juni 2002   | Hugo Van Den Berghe, Jean-Paul Van Steertegem                                                                     |
| 5       | 39             | 2. September 2002 - 25. Mai 2003    | Jean-Paul Van Steertegem; ab Episode 4 auch Wim Langeraert                                                        |
| 6       | 26             | 27. Oktober 2003 - 26. Juni 2004    | Johan Thiels, Frank Tulkens                                                                                       |
| 7       | 13             | 1. November 2004 - 24. Januar 2005  | Johan Thiels, Frank Tulkens                                                                                       |
| 8       | 13             | 29. August – 21. November 2005      | Johan Thiels, Frank Tulkens                                                                                       |
| 9       | 13             | 9. Januar – 3. April 2006           | N/A |
| 10      | 13             | 13. März – 5. Juni 2007             | N/A |
| 11      | 13             | 4. Dezember 2007 – 26. Februar 2008 | Frank Tulkens, Hola Guapa (E2, E7), Johan Thiels (E2, E4, E9, E10), Kurt Vervaeren (E5, E11), Kurt Vervaeren (E6) |

## Besetzung

### Ärzte
| Schauspieler              | Rolle               | Anzahl der Episoden | Anzahl der Episoden | Anzahl der Episoden | Anzahl der Episoden | Anzahl der Episoden | Anzahl der Episoden | Anzahl der Episoden | Anzahl der Episoden | Anzahl der Episoden | Anzahl der Episoden | Anzahl der Episoden | Anzahl der Episoden |
| Schauspieler              | Rolle               | S01                 | S02                 | S03                 | S04                 | S05                 | S06                 | S07                 | S08                 | S09                 | S10                 | S11                 | Gesamt              |
| ------------------------- | ------------------- | ------------------- | ------------------- | ------------------- | ------------------- | ------------------- | ------------------- | ------------------- | ------------------- | ------------------- | ------------------- | ------------------- | ------------------- |
| Leo Madder                | Luc Gijsbrecht      | 18                  | 16                  | 12                  | 40                  | 37                  | 25                  | 13                  | 13                  | 13                  | 13                  |                     | 200                 |
| Wim Van de Velde          | Jos Blijlevens      | 18                  | 16                  | 12                  | 40                  | 36                  | 3                   |                     |                     |                     |                     |                     | 125                 |
| Truus Druyts              | Barbara Dufour      | 18                  | 16                  | 12                  | 40                  | 35                  | 3                   |                     |                     |                     |                     |                     | 124                 |
| Christel Van Schoonwinkel | Kathy Pieters       |                     |                     |                     | 7                   | 30                  | 25                  | 13                  | 13                  | 13                  | 4                   |                     | 105                 |
| Sven De Ridder            | Steven Hofkens      |                     |                     |                     |                     | 3                   | 19                  | 10                  | 13                  | 11                  | 13                  | 13                  | 82                  |
| Ann Van den Broeck        | Iris Van de Vijver  |                     |                     |                     |                     |                     |                     | 12                  | 12                  | 12                  | 13                  | 13                  | 62                  |
| Herbert Bruynseels        | Koenraad De Koninck | 1                   | 16                  | 13                  | 30                  |                     |                     |                     |                     |                     |                     |                     | 60                  |
| Kürt Rogiers              | Filip Driessen      |                     |                     |                     |                     |                     |                     |                     | 6                   | 12                  | 13                  | 13                  | 44                  |
| Wim Stevens               | Kristof Welvis      | 9                   | 16                  | 8                   |                     |                     |                     |                     |                     |                     |                     |                     | 33                  |
| Karina Mertens            | Ellen Van Poel      |                     |                     |                     |                     |                     |                     |                     | 6                   | 13                  | 13                  |                     | 32                  |
| Peter Michel              | Geert Van Gestel    |                     |                     |                     | 26                  |                     |                     |                     |                     |                     |                     |                     | 26                  |
| Aza Declercq              | Ilse De Winne       |                     |                     |                     |                     |                     | 22                  | 2                   |                     |                     |                     |                     | 24                  |
| Bert Vannieuwenhuyse      | Ben De Man          |                     |                     |                     |                     |                     | 21                  |                     |                     |                     |                     |                     | 21                  |
| Mechtilde van Mechelen    | Christine N'Koto    |                     | 2                   | 10                  | 3                   |                     |                     |                     |                     |                     |                     |                     | 15                  |
| Kurt Vergult              | Patrick Mathijssen  |                     |                     |                     |                     |                     |                     | 12                  | 1                   |                     |                     |                     | 13                  |
| Veerle Dobbelaere         | Andrea Leroy        |                     |                     |                     |                     |                     |                     |                     |                     |                     |                     | 13                  | 13                  |
| Trine Thielen             | Evi Cauberghs       |                     |                     |                     |                     |                     |                     |                     |                     |                     |                     | 12                  | 12                  |
| Lore Dejonckheere         | Jana Stevens        |                     |                     |                     |                     |                     |                     |                     |                     |                     |                     | 12                  | 12                  |
| Sven Ronsijn              | Pieter Bouten       |                     |                     |                     |                     |                     |                     |                     |                     |                     |                     | 11                  | 11                  |
| Robert de la Haye         | Dirk Velghe         | 10                  |                     |                     |                     |                     |                     |                     |                     |                     |                     |                     | 10                  |
| Inge Paulussen            | Kris Jamaer         |                     |                     |                     |                     | 9                   |                     |                     |                     |                     |                     |                     | 9                   |
| Jochim Noels              | Sven Ongena         |                     |                     |                     |                     |                     |                     |                     | 7                   |                     |                     |                     | 7                   |
| Carl Ridders              | Koenraad Laenen     |                     |                     |                     |                     |                     |                     |                     | 6                   |                     |                     |                     | 6                   |

### Krankenpfleger
| Schauspieler          | Rolle                 | Anzahl der Episoden | Anzahl der Episoden | Anzahl der Episoden | Anzahl der Episoden | Anzahl der Episoden | Anzahl der Episoden | Anzahl der Episoden | Anzahl der Episoden | Anzahl der Episoden | Anzahl der Episoden | Anzahl der Episoden | Anzahl der Episoden |
| Schauspieler          | Rolle                 | S01                 | S02                 | S03                 | S04                 | S05                 | S06                 | S07                 | S08                 | S09                 | S10                 | S11                 | Gesamt              |
| --------------------- | --------------------- | ------------------- | ------------------- | ------------------- | ------------------- | ------------------- | ------------------- | ------------------- | ------------------- | ------------------- | ------------------- | ------------------- | ------------------- |
| Arlette Sterckx       | Lies Weemaes          | 18                  | 16                  | 12                  | 40                  | 35                  | 24                  | 13                  | 11                  | 12                  |                     |                     | 181                 |
| Anke Helsen           | Vanessa Meurant       | 13                  | 16                  | 12                  | 40                  | 37                  | 25                  |                     |                     |                     |                     |                     | 143                 |
| Gert Lahousse         | Bob Verly             | 4                   | 16                  | 12                  | 1                   | 24                  | 24                  | 12                  | 13                  | 13                  |                     |                     | 119                 |
| Anneke De Keersmaeker | Fien Aerts            |                     | 9                   | 11                  | 35                  | 14                  |                     |                     |                     |                     |                     |                     | 69                  |
| Magda Cnudde          | Bea Goossens          |                     |                     |                     |                     |                     |                     | 13                  | 12                  | 12                  | 13                  | 13                  | 63                  |
| Chadia Cambie         | Melinda De Cock       |                     |                     |                     |                     | 16                  | 24                  | 3                   | 2                   |                     |                     | 6                   | 51                  |
| Elise De Vliegher     | Fatima El Khaoui      |                     |                     |                     | 6                   | 20                  |                     |                     |                     |                     |                     |                     | 26                  |
| Govert Deploige       | Wim Michiels          |                     |                     |                     |                     |                     |                     |                     |                     |                     | 13                  | 13                  | 26                  |
| Nele Bauwens          | Anne-Sophie De Maeyer |                     |                     |                     |                     |                     |                     |                     |                     |                     | 13                  | 13                  | 26                  |
| Amaryllis Temmerman   | Femke Vincke          |                     |                     |                     |                     |                     |                     |                     |                     |                     | 10                  | 13                  | 23                  |
| Katrien De Becker     | Lynn Houben           |                     |                     |                     | 20                  |                     |                     |                     |                     |                     |                     |                     | 20                  |
| Karolien De Beck      | Britt De Poorter      |                     |                     |                     |                     |                     |                     | 11                  | 5                   | 2                   |                     |                     | 18                  |
| Anne Somers           | Anouk Van Diest       | 17                  |                     |                     |                     |                     |                     |                     |                     |                     |                     |                     | 17                  |
| Sébastien De Smet     | Sam Vermoessen        |                     |                     |                     |                     |                     |                     |                     |                     |                     | 13                  |                     | 13                  |

### Rettungssanitäter
| Schauspieler          | Rolle          | Anzahl der Episoden | Anzahl der Episoden | Anzahl der Episoden | Anzahl der Episoden | Anzahl der Episoden | Anzahl der Episoden | Anzahl der Episoden | Anzahl der Episoden | Anzahl der Episoden | Anzahl der Episoden | Anzahl der Episoden | Anzahl der Episoden |
| Schauspieler          | Rolle          | S01                 | S02                 | S03                 | S04                 | S05                 | S06                 | S07                 | S08                 | S09                 | S10                 | S11                 | Gesamt              |
| --------------------- | -------------- | ------------------- | ------------------- | ------------------- | ------------------- | ------------------- | ------------------- | ------------------- | ------------------- | ------------------- | ------------------- | ------------------- | ------------------- |
| Rudy Morren           | Cisse Degroot  | 18                  | 16                  | 12                  | 39                  | 36                  | 1                   |                     |                     |                     |                     |                     | 122                 |
| Hans Van Cauwenberghe | Karel Staelens |                     |                     |                     |                     |                     | 4                   | 13                  | 12                  | 12                  | 13                  | 2                   | 56                  |
| Marc Peeters          | Fred Stevens   |                     |                     |                     |                     | 21                  | 5                   |                     |                     |                     |                     |                     | 26                  |
| Marc Lauwrys          | Staf Costers   |                     |                     |                     |                     | 1                   | 24                  |                     |                     |                     |                     |                     | 25                  |

### Weitere Krankenhausangestellte
| Schauspieler          | Rolle                | Anzahl der Episoden | Anzahl der Episoden | Anzahl der Episoden | Anzahl der Episoden | Anzahl der Episoden | Anzahl der Episoden | Anzahl der Episoden | Anzahl der Episoden | Anzahl der Episoden | Anzahl der Episoden | Anzahl der Episoden | Anzahl der Episoden |
| Schauspieler          | Rolle                | S01                 | S02                 | S03                 | S04                 | S05                 | S06                 | S07                 | S08                 | S09                 | S10                 | S11                 | Gesamt              |
| --------------------- | -------------------- | ------------------- | ------------------- | ------------------- | ------------------- | ------------------- | ------------------- | ------------------- | ------------------- | ------------------- | ------------------- | ------------------- | ------------------- |
| Jos Dom               | André Maenhout       | 1, 2                | 13                  | 6                   | 28                  | 8                   | 6                   | 1                   | 5                   | 4                   | 7                   | 2                   | 81                  |
| Mireille Leveque      | Anneke Wiels         | 12                  | 13                  | 10                  | 30                  | 1                   |                     |                     |                     |                     |                     |                     | 66                  |
| Peggy De Landtsheer   | Marijke Willems      |                     |                     |                     |                     | 19                  | 12                  | 10                  | 12                  | 7                   |                     |                     | 60                  |
| Vicky Florus          | Marie Van der Aa     | 13                  | 13                  | 9                   | 4                   |                     |                     |                     |                     |                     |                     |                     | 39                  |
| Monika Dumon          | Jeannine Somers      | 12                  | 13                  | 6                   |                     |                     |                     |                     |                     |                     |                     |                     | 31                  |
| John Willaert         | Karel Mijs           | 12                  | 13                  |                     |                     |                     |                     |                     |                     |                     |                     |                     | 25                  |
| Thomas Vanderveken    | Tom Gijsbrecht       | 11                  |                     | 3                   |                     | 1                   | 1                   |                     |                     |                     |                     |                     | 16                  |
| Kurt Vandendriessche  | Tom Gijsbrecht       |                     |                     |                     |                     |                     |                     | 5                   |                     |                     | 7                   |                     | 12                  |
| Caroline Maes         | Iris Van Hamme       | 7                   | 5                   |                     |                     |                     |                     |                     |                     |                     |                     |                     | 12                  |
| Marilou Mermans       | Christiane Van Breda | 12                  |                     |                     |                     |                     |                     |                     |                     |                     |                     |                     | 12                  |
| Tatyana Beloy         | Lisa Deprez          |                     |                     |                     |                     |                     |                     |                     |                     |                     |                     | 11                  | 11                  |
| Twiggy Bossuyt        | Tessa Certijn        |                     |                     | 8                   | 3                   |                     |                     |                     |                     |                     |                     |                     | 11                  |
| Wim Van Den Driessche | Pastoor Jo           |                     |                     |                     |                     | 6                   | 3                   | 2                   |                     |                     |                     |                     | 11                  |
| Myriam Bronzwaar      | Frie Van Assche      |                     |                     |                     |                     |                     |                     |                     |                     | 6                   | 3                   |                     | 9                   |
| Maarten Bosmans       | Harry Tabasco        |                     |                     |                     |                     |                     |                     |                     |                     |                     |                     | 9                   | 9                   |
| Katrien De Becker     | Sonja Tabasco        |                     |                     |                     |                     |                     |                     |                     |                     |                     |                     | 9                   | 9                   |